# 1988 en sociologie
| Années de la sociologie : 1985 - 1986 - 1987 - 1988 - 1989 - 1990 - 1991    |
| Décennies de la sociologie : 1950 - 1960 - 1970 - 1980 - 1990 - 2000 - 2010 |

Cet article présente les événements de l'année 1988 dans le domaine de la sociologie.

## Publications

### Livres
- Soumaya Naamane Guessous, Au-delà de toute pudeur : la sexualité féminine au Maroc, Mohammedia, Soden, 279 p.
- Michel Maffesoli, Le Temps des tribus : le déclin de l'individualisme dans les sociétés postmodernes, Paris, Librairie générale française, 283 p.
- Henri Mendras, La Seconde Révolution française. 1965-1984, Paris, Gallimard, 329 p.[1]
- Iván Szelényi et Robert Manchin, Socialist entrepreneurs : embourgeoisement in rural Hungary, Madison, University of Wisconsin Press.

## Récompenses
- L'Association internationale de sociologie désigne La Distinction de Pierre Bourdieu comme l'un des dix livres de sociologie les plus importants du XXe siècle[2].

## Naissances
- Date précise non renseignée ou inconnue :
  - Jessica Pidoux, sociologue suisse d'origine vénézuélienne.

## Décès
- 26 janvier : Raymond Williams, né le 31 août 1921, essayiste et écrivain britannique, considéré comme l'initiateur du courant des Cultural Studies.
- 13 mars : Abdelmalek Sayad, sociologue algérien, directeur de recherche à l'École des hautes études en sciences sociales, né le 24 novembre 1933.
- 19 juillet : Vilhelm Aubert, sociologue norvégien, né le 7 juin 1922.
- 23 août : Laud Humphreys, sociologue américain, né le 16 octobre 1930.
- 7 novembre : 
  - Morris Janowitz, sociologue et politologue américain, un des fondateurs de la sociologie militaire, né le 22 octobre 1919.
  - Lucio Mendieta y Núñez, sociologue mexicain, né le 11 janvier 1895.